# Patricia Carreño
Patricia Lucía Carreño Martínez (Cabimas, Zulia, Venezuela; 1 de enero de 1990) es una modelo venezolana, comunicadora social y ganadora de concursos de belleza que fue seleccionada como Miss Supranational Venezuela 2014. Carreño tuvo el derecho de representar a Venezuela en el Miss Supranacional 2014.

## Vida y carrera

### Primeros años
Carreñó nació en Cabimas, Zulia. Desde muy temprano se desempeñó como modelo profesional. Además de ello, obtuvo una licenciatura en Comunicación Social otorgada por la Universidad del Zulia, la cual desempeña como productora.

## Concursos de belleza
En 2009, Carreño comenzó a participar en concursos de belleza. Su primera experiencia se presentó al formar parte del Reinado de la Feria de la Chinita en Maracaibo.
También formó parte del Sambil Model Maracaibo 2010. En dicha oportunidad, Carreño obtuvo la banda de Miss Elegancia. Sumado a ello, Patricia fue Reina del Deporte de la Feria del Lago 2012.

### Miss Venezuela 2013
Patricia formó parte del reality show, Miss Venezuela, Todo por la corona, producido por Sony Entertainment Television Latinoamérica en conjunto con Venevisión, ello en aras de participar en el Miss Venezuela 2013, buscando representar al estado Zulia. Sin embargo, fue eliminada en rondas eliminatorias.

### Miss Supranational Venezuela 2014
Posteriormente a su intento de formar parte del Miss Venezuela. Carreño es elegida como Miss Supranational Venezuela, hecho que le brindó la oportunidad de representar a Venezuela en el concurso internacional, Miss Supranacional.
Paralelamente a ello, Venezuela enviaría a Yenniffer Poleo, a otra versión del certamen Miss Supranacional, en este caso con sede en India; dicha situación se presentó con varias otras naciones. Este panorama generó en su momento suma controversia en cuanto a la propiedad sobre los derechos de autor de la marca Miss Supranacional a nivel comercial para el concurso internacional.

### Miss Supranacional 2014
Patricia representó a Venezuela en el certamen Miss Supranacional 2014, evento que finalmente se realizó el 5 de diciembre de 2014 en el Centro Municipal de Recreación y Deportes MOSIR, en Krynica-Zdrój, Polonia. Patricia no pudo clasificar en el grupo de semifinalistas.

## Cronología
| Predecesor: Annie Fuenmayor | Miss Supranational Venezuela 2014 | Sucesor: Hyser Betancourt |